# Desisopropylatrazin
Desisopropylatrazin ist eine chemische Verbindung aus der Gruppe der Triazine.

## Vorkommen
Desisopropylatrazin ist ein Metabolit von Atrazin und Simazin. Es kann nach deren Einsatz im Grundwasser und daraus gewonnenen Folgeprodukten nachgewiesen werden.

## Eigenschaften
Desisopropylatrazin ist ein farbloser Feststoff, der praktisch unlöslich in Wasser ist.

## Regulierung
Über den Safe Drinking Water and Toxic Enforcement Act of 1986 besteht in Kalifornien seit 15. Juli 2016 eine Kennzeichnungspflicht für Produkte, die Desisopropylatrazin enthalten.